# Gabrielle Carle
Gabrielle Carle (Quebec, 12 de outubro de 1998) é uma futebolista canadense que atua como zagueira. Atualmente joga pelo Kristianstads DFF.

## Carreira
Começou a jogar futebol aos cinco anos de idade com AS Chaudière-Est em Lévis. Ela frequentou a École secondaire des Sources em Montreal no programa de estudos esportivos. Ela estreou pela equipe principal do Canadá em 9 de dezembro de 2015 contra o México.

## Títulos
Canadá
- Jogos Olímpicos: 2020 (medalha de ouro)